# Kołobrzeg (nádraží)
Kołobrzeg je železniční stanice ve městě Kolobřeh, které leží na ústí řeky Parsęta do Baltského moře, v Západopomořanském vojvodství v Polsku.

## Obecný přehled

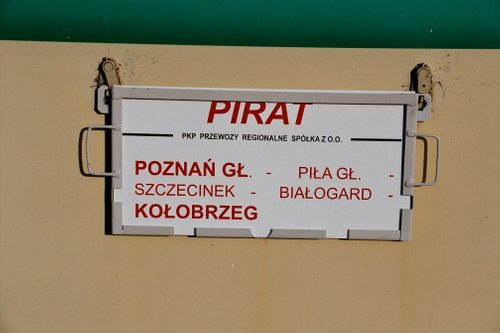
Směrová cedule vlaku – Pirat

Železniční stanice v Kolobřehu byla slavnostně otevřena dne 1. června roku 1859, v souvislosti s otevřením železniční trati spojující města Kolobřeh a Białogard. Ve městě byla i druhá železniční stanice Kołobrzeg Kostrzewno, dříve pojmenovaná Kołobrzeg Siederland, mimo jiné dnes neexistuje.
Kromě toho byla v Kolobřehu i stanice Kołobrzeg Wąskotorowy, která byla počáteční stanicí úzkorozchodné dráhy, (polsky Kołobrzeskiej Kolei Wąskotorowej), spojující Karlino, Gościno a Dargocice. Tehdy se nacházela vedle stanice Kołobrzeg Kostrzewno. Na počátku 60. let dvacátého století byla zlikvidována.
V roce 1945 za druhé světové války došlo v oblasti železniční stanice k těžkým bojům. Při bojových operacích Němci používali obrněný vlak Panzerzug 72A. V nočních hodinách 17. března převzala nad nádražím kontrolu polská armáda.
Do železniční stanice v Kolobřehu přijede jednou do roka vlak s výstižným jménem Pirat, vedený parní lokomotivou Piękna Helena řady Pm36, mnohdy je spřažena i s lokomotivou řady Pt47, na cestě ze stanice Poznań Główny přes Oborniki Wielkopolskie – Chodzież – Piła Główna – Szczecinek – Białogard do Kolobřehu a zpět.
Vzhledem k tomu, že železniční trať směřující do Goleniówa není elektrizována, obsluhují toto nádraží i motorové vozy (polsky szynobusy).

## Železniční doprava
Železniční stanici v Kolebřehu obsluhují dálkové vnitrostátní, regionální spoje směřující do měst:
- Bohumín (Bohumín (nádraží))
- Białogard
- Białystok – (Białystok (nádraží))
- Bydhošť – (Bydgoszcz Główna)
- Gdaňsk – (Gdańsk Główny)
- Gdyně – (Gdynia Główna)
- Katowice
- Kielce
- Koszalin
- Krakov – (Kraków Główny Osobowy)
- Lublin – (Lublin (nádraží))
- Lodž – (Łódź Kaliska)
- Nowogard
- Otwock
- Poznaň – (Poznań Główny)
- Přemyšl – (Przemyśl Główny)
- Štětín – (Szczecin Główny)
- Varšava – (Warszawa Centralna, Warszawa Wschodnia Osobowa, Warszawa Zachodnia)
- Vratislav – (Wrocław Główny)

## Galerie

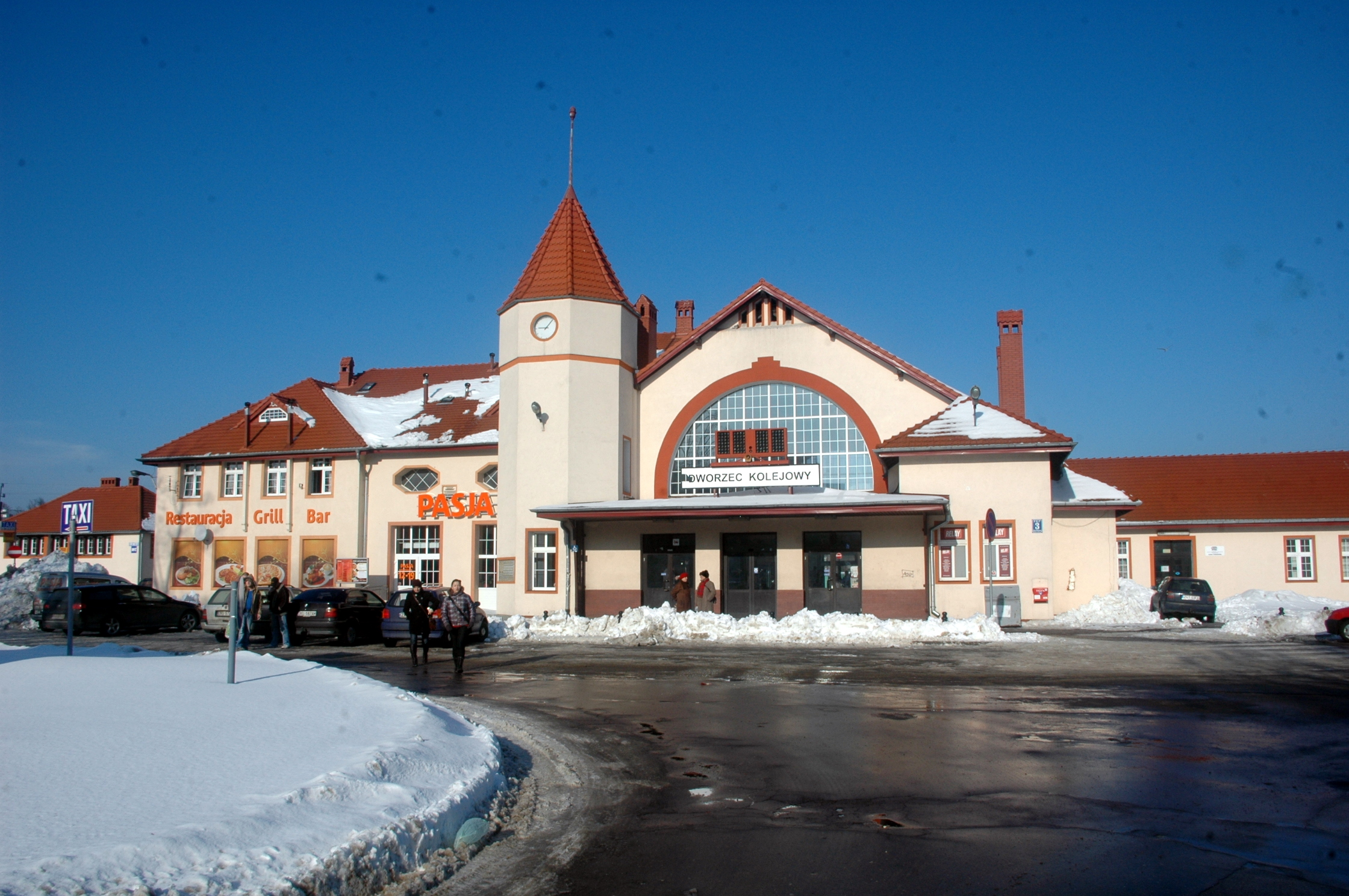
Nádražní budova
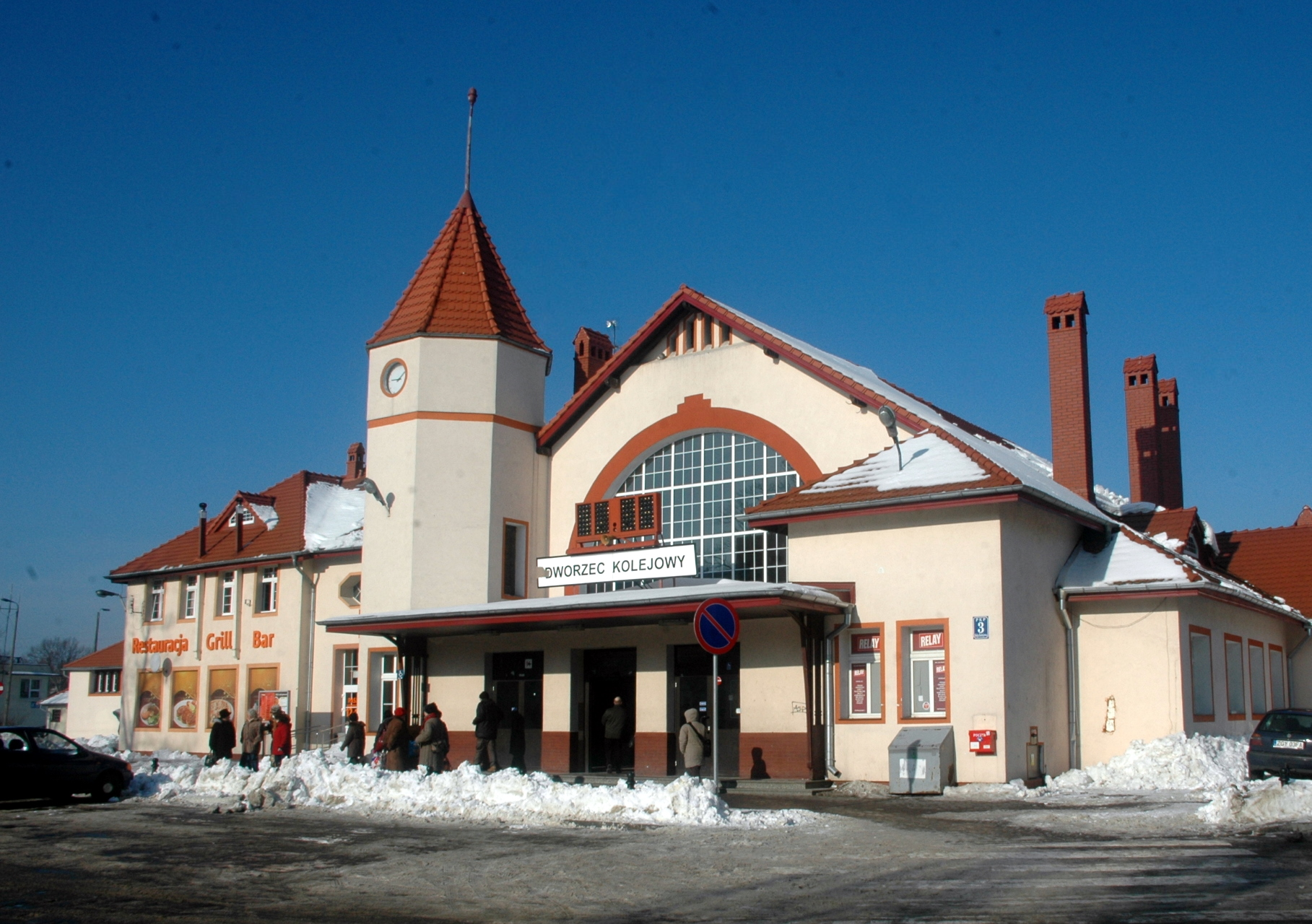
Nádražní budova
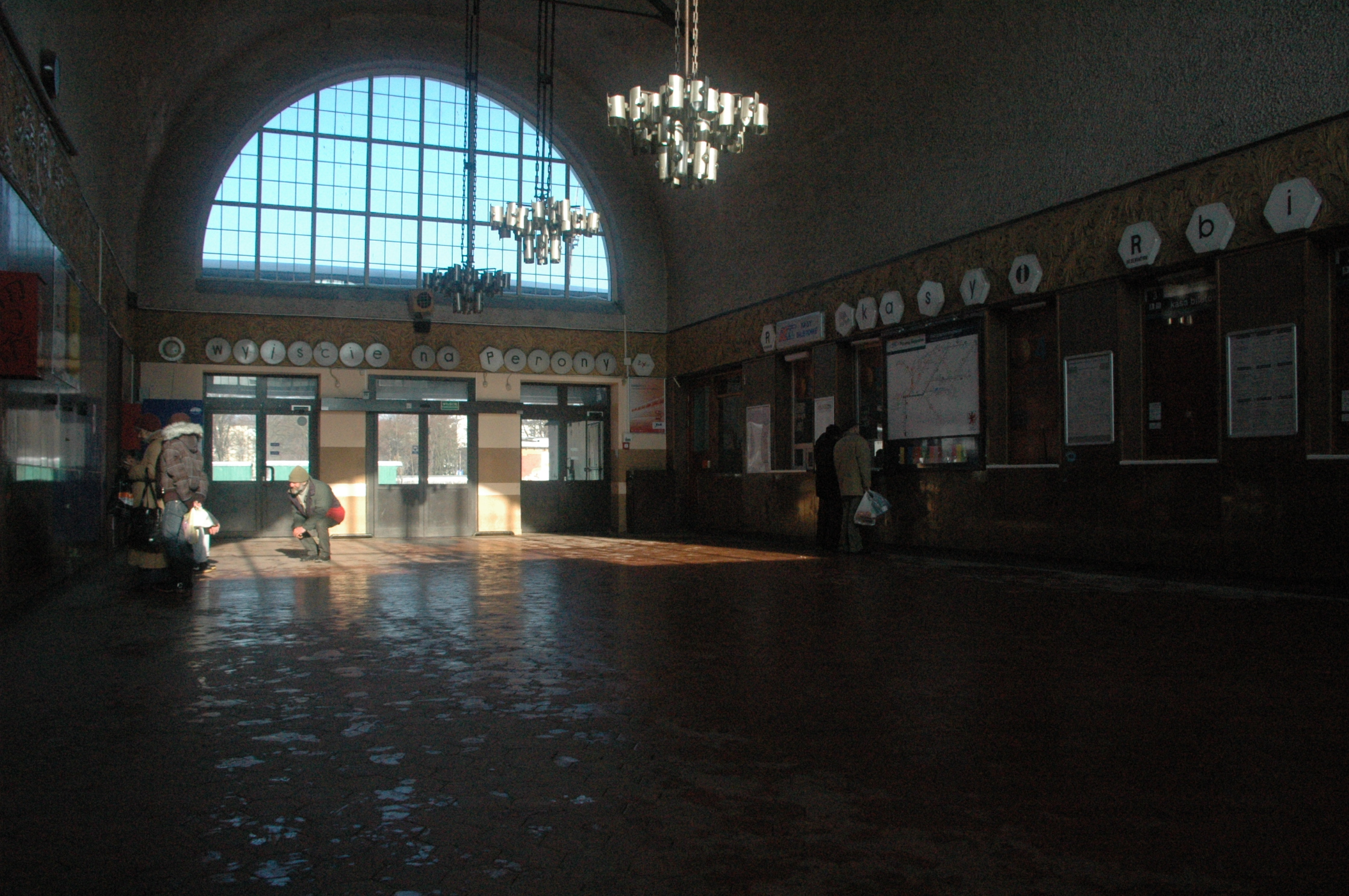
Nádražní hala
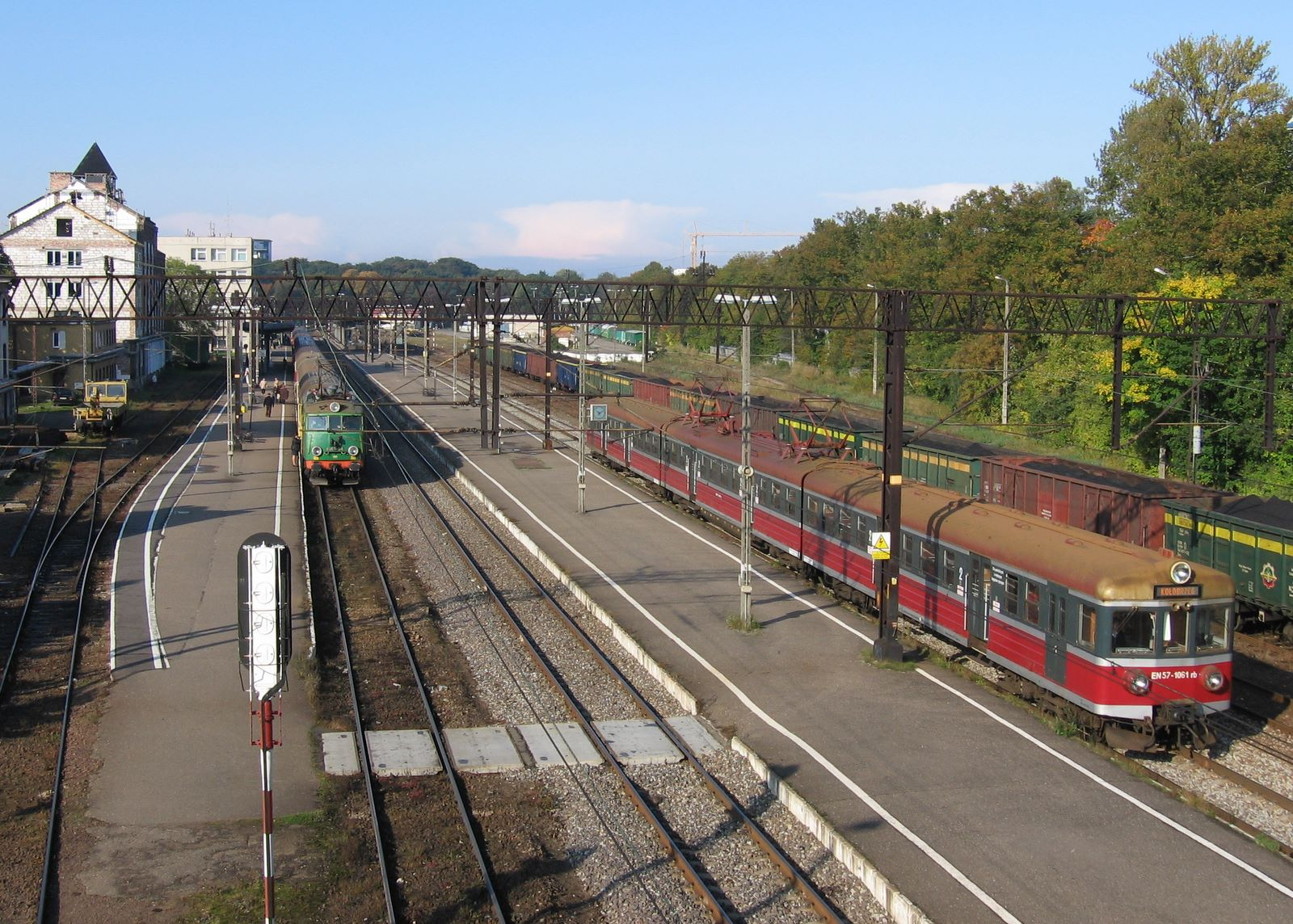
Nástupiště
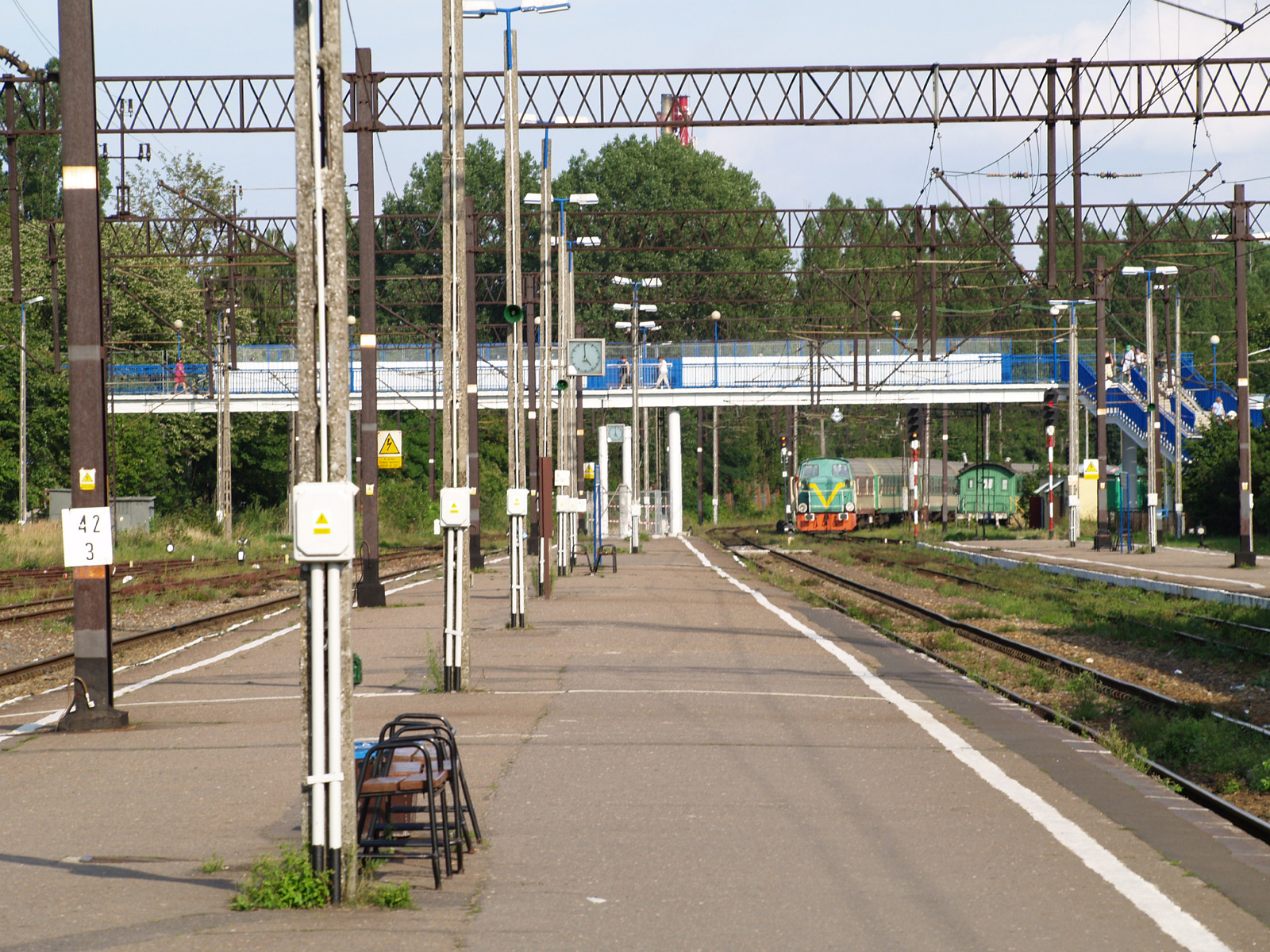
Nástupiště
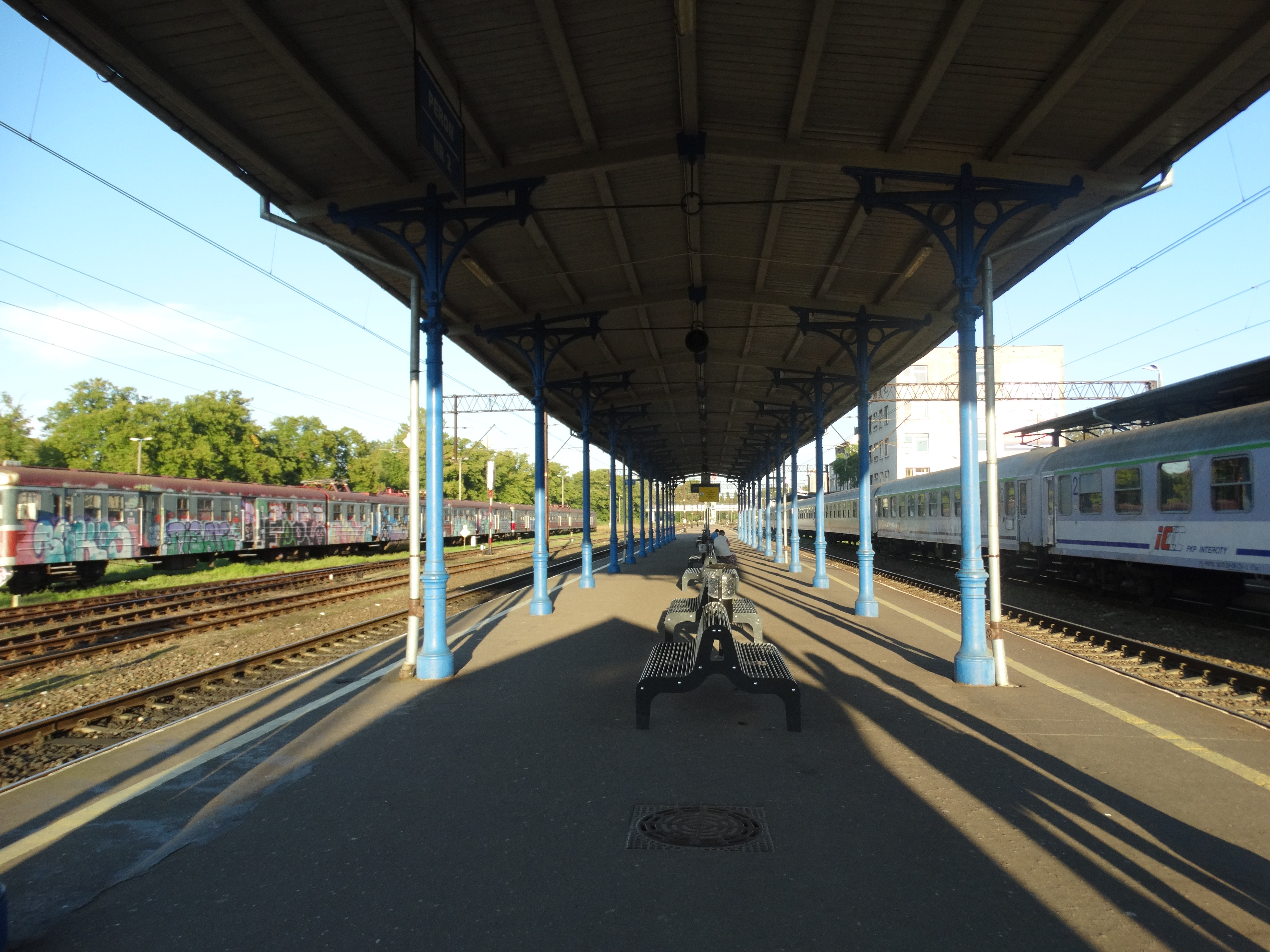
Nástupiště